# Mavinsur, Chitapur
Mavinsur là một làng thuộc tehsil Chitapur, huyện Gulbarga, bang Karnataka, Ấn Độ.